# ガローチャ
ガローチャ (Garrotxa) は、スペインのカタルーニャの郡。ジローナ県に属する。郡都はウロット。
ガロチャチーズの産地として知られる。